# Cryptaspasma helota
Cryptaspasma helota es una especie de polilla del género Cryptaspasma, categorizada en la tribu Microcorsini, de la subfamilia Olethreutinae.

## Distribución
Se distribuye por Sri Lanka.

## Taxonomía
Fue descrita por Meyrick en 1905 y publicada en (Notocelia), J. Bombay Nat. Hist. Soc. 16: 586.